# Scream - Țipi... sau fugi!
Scream - Țipi... sau fugi! (engleză: Scream) este un film slasher (de groază) american din 1996, regizat de Wes Craven după scenariul lui Kevin Williamson, în rolurile principale fiind Neve Campbell, Courteney Cox, Drew Barrymore și David Arquette. Lansat pe 20 decembrie 1996, Scream prezintă povestea lui Sidney Prescott (Campbell), o studentă din orașul fictiv Woodsboro, care devine ținta unui ucigaș misterios deghizat într-o mască de Halloween, numit Ghostface.
Filmul combină comedia și misterul cu violența genului slasher, pentru a satiriza clișeul genului horror popularizat prin filme ca Halloween și Friday the 13th.
Filmul este bazat parțial pe cazul real al lui ”Gainesville Ripper”. După scenariu, titlul original al filmului era Scary Movie, însă el a fost achiziționat de Dimension Films și a fost reintitulat de către Frații Weinstein înainte de terminarea filmărilor. Filmul a fost un succes financiar încasând 173 de milioane $ în lumea întreagă, și devenind cel mai profitabil film de groază din Statele Unite. Ca urmare a acestui succes, filmul a fost urmat de trei sequeluri: Scream 2, Scream 3 și Scream 4.

## Rezume e filmosqo
În orașul Woodsboro, California, eleva de liceu Casey Becker este ucisă de un atacator mascat cunoscut sub numele de „Ghostface” după ce a fost amenințată prin telefon. După această crimă, orașul devine agitat, iar Sidney Prescott, o tânără adolescentă, se luptă cu trauma provocată de moartea mamei sale, petrecută cu un an în urmă. Sidney începe să bănuiască de prietenul ei Billy Loomis și de alți oameni din oraș, deoarece Ghostface o ia și pe ea în vizor.
Pe măsură ce ancheta avansează, ies la iveală secrete legate de moartea mamei lui Sidney. După moartea lui Casey, directorul școlii și alți elevi se află și ei în pericol. Sidney și prietenii săi sunt atacați de Ghostface la o petrecere organizată acasă la Stu, iubitul lui Tatum. În timpul acestui atac, Sidney descoperă că adevărații criminali sunt Billy și Stu. Cei doi recunosc că au ucis-o pe mama lui Sidney pentru că aceasta descoperise relația lor.
Cu ajutorul lui Gale Weathers și Randy, Sidney reușește să îi oprească pe Billy și Stu în ultimul moment, supraviețuind. După aceste evenimente, planurile ucigașilor eșuează, iar Sidney și ceilalți supraviețuitori sunt salvați. Gale relatează evenimentele într-un reportaj de știri.

## Distribuție
| Actor           | Personaj             |
| --------------- | -------------------- |
| Neve Campbell   | Sidney Prescott      |
| David Arquette  | Dwight "Dewey" Riley |
| Courteney Cox   | Gale Weathers        |
| Skeet Ulrich    | Billy Loomis         |
| Matthew Lillard | Stuart Macher        |
| Rose McGowan    | Tatum Riley          |
| Jamie Kennedy   | Randy Meeks          |
| Joseph Whipp    | Șerif Burke          |
| W. Earl Brown   | Kenny                |
| Drew Barrymore  | Casey Becker         |
| Roger Jackson   | Ghostface (voce)     |

## Premii
| An   | Premiu                     | Categorie               | Recipient        | Rezultat     | Ref.          |
| ---- | -------------------------- | ----------------------- | ---------------- | ------------ | ------------- |
| 1996 | International Horror Guild | Best Film               | Scream           | Câștigat     | [ 7 ]         |
| 1996 | Saturn Award               | Best Actress            | Neve Campbell    | Câștigat     | [ 8 ]         |
| 1996 | Saturn Award               | Best Direction          | Wes Craven       | Nominalizare | [ 9 ]         |
| 1996 | Saturn Award               | Best Horror Film        | Scream           | Câștigat     | [ 8 ]         |
| 1996 | Saturn Award               | Best Supporting Actor   | Skeet Ulrich     | Nominalizare | [ 9 ]         |
| 1996 | Saturn Award               | Best Supporting Actress | Drew Barrymore   | Nominalizare | [ 9 ]         |
| 1996 | Saturn Award               | Best Writing            | Kevin Williamson | Câștigat     | [ 8 ]         |
| 1997 | MTV Movie Award            | Best Female Performance | Neve Campbell    | Nominalizare | [ 10 ]        |
| 1997 | MTV Movie Award            | Best Movie              | Scream           | Câștigat     | [ 10 ]        |
| 1997 | Gérardmer Film Festival    | Grand Prize             | Wes Craven       | Câștigat     | [ 11 ] [ 12 ] |